# Siergiej Gorochowodacki
Siergiej Gorochowodacki, ros. Сергей Алексеевич Гороховодацкий, Siergiej Aleksiejewicz Gorochowodacki (ur. 31 grudnia 1949 w Swierdłowsku, zm. 21 maja 2022) – kazachski piłkarz pochodzenia rosyjskiego, grający na pozycji napastnika, piłkarz trenerski.

## Kariera piłkarska

### Kariera klubowa
Wychowanek Szkoły Piłkarskiej w Swierdłowsku. W 1966 rozpoczął karierę piłkarską w miejscowym Urałmaszu Swierdłowsk, występującej w pierwszej grupie Klasy A mistrzostw ZSRR. W 1970 rozegrał pół sezonu w Wostoku Öskemen, a drugą połowę w Irtyszu Omsk. Potem 2 lata występował w Nieftianiku Tiumeń, po czym powrócił do Kazachstanu, gdzie bronił barw klubów Wostok Öskemen, Kajrat Ałma-Ata i Spartak Semipałatyńsk. W 1986 zakończył swoje występy.

## Kariera trenerska
Pod koniec swojej kariery piłkarskiej już łączył funkcje piłkarza oraz trenera w klubach Spartak Semipałatyńsk i Awangard Petropawłowsk. W 1986 objął stanowisko głównego trenera Wostoka Öskemen, z którym pracował przez 12 lat. W międzyczasie również prowadził młodzieżową oraz narodową reprezentację Kazachstanu. W 1998 odszedł do Żenisu Astana. W lipcu 2001 opuścił klub ze stolicy, który przodował w lidze i podjął się pracy w Szachtiorze Karaganda. W 2004 powrócił do kierowania Wostokiem Öskemen. W 2007-2008 prowadził kluby Kajsar Kyzyłorda i Kazakmys Sätbajew. W 2009 ponownie pracował na stanowisku selekcjonera kadry. W 2010 wyjechał do Chin, gdzie objął prowadzenie młodzieżowej reprezentacji Sinciang.

## Sukcesy i odznaczenia

### Sukcesy klubowe
- mistrz Pierwszej Ligi ZSRR: 1976
- brązowy medalista strefy 3 Drugiej Grupy A ZSRR: 1970

### Sukcesy trenerskie
- mistrz strefy 8 Drugiej Ligi ZSRR: 1990
- mistrz Kazachstanu: 2000
- zdobywca Pucharu Kazachstanu: 1994, 2000

### Sukcesy indywidualne
- król strzelców Drugiej Ligi ZSRR: 1981 (34 goli)

### Odznaczenia
- tytuł Mistrza Sportu ZSRR